# Iujno-Sakhalinsk

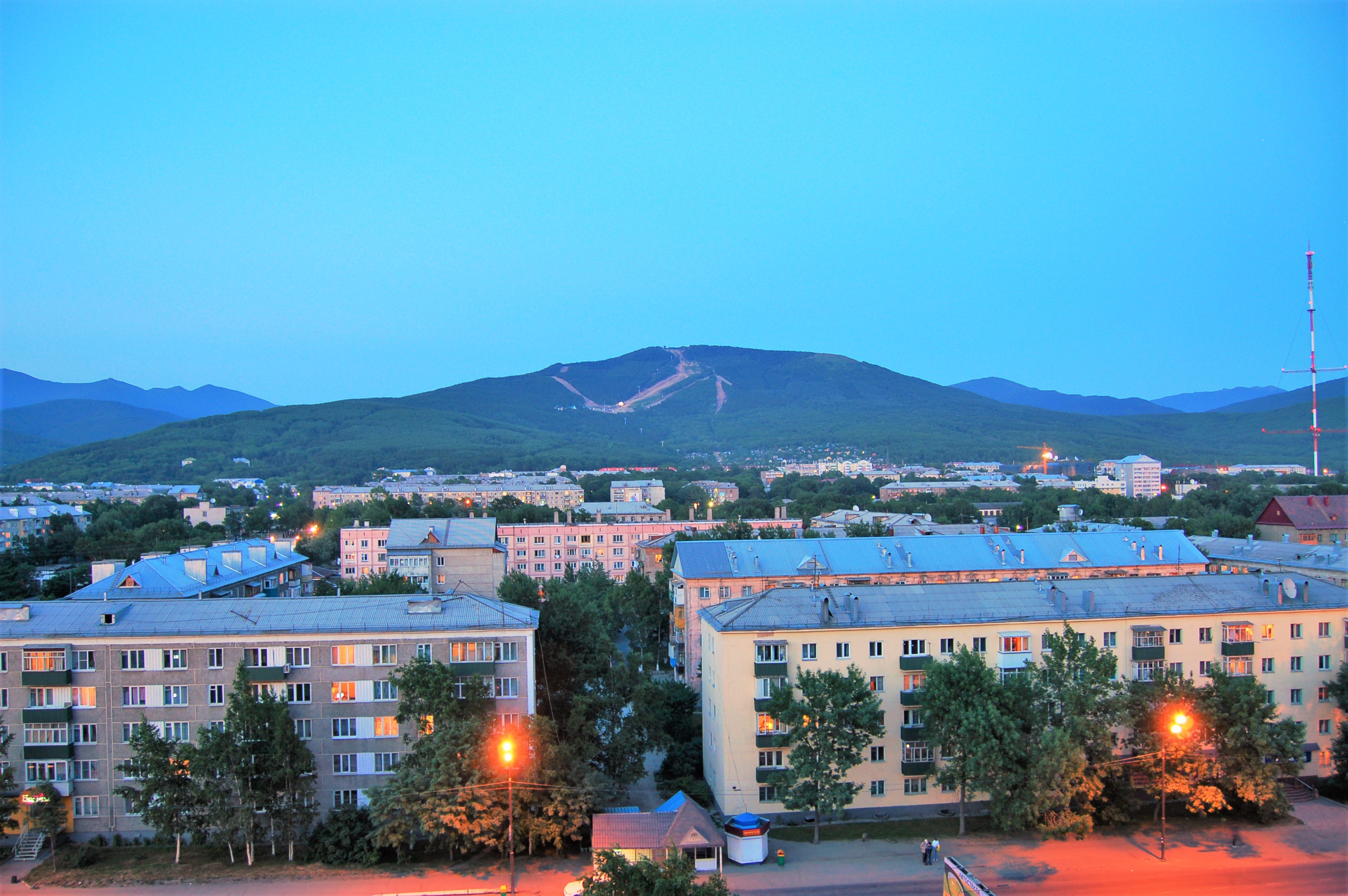
Vista general de la ciutat

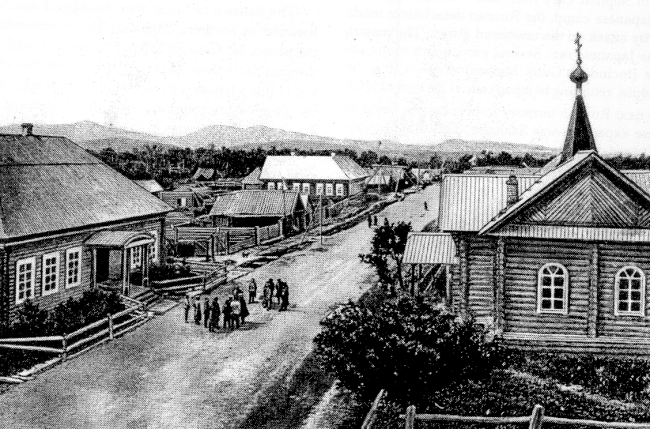
Vladímirovka (anys 80 del segle XIX).

Iujno-Sakhalinsk (en rus Южно-Сахалинск, japonès: 豊原, Toyohara) és una ciutat de l'illa de Sakhalín/Karafuto, centre administratiu de l'Óblast de Sakhalín (la qual inclou l'illa sencera i les Kurils/Chishima rettō). En japonès és coneguda com a Toyohara (豊原).
Es troba a 42 quilòmetres al nord de Korsakov/Ōtomari.

## Història
La ciutat era un petit establiment, Vladímirovka, fundada per convictes el 1882.
El Tractat de Portsmouth, signat a Portsmouth (New Hampshire), el 5 de setembre de 1905, va suposar la fi de la guerra russojaponesa de 1904-1905. Al Japó se li va concedir la meitat sud de l'illa de Sakhalín i li va ser arrendada la península de Liaodong i el sistema de ferrocarrils rus al sud de Manxúria. Vladímirovka es va convertir en Toyohara (que significa «Vall de la Fecunditat»), la capital de la prefectura japonesa de Karafuto. Al final de la Segona Guerra Mundial la ciutat va ser conquerida per les tropes soviètiques, i es va convertir finalment en Iujno-Sakhalinsk i en un centre administratiu.
A l'administració Japónesa la ciutat es trobava al Districte de Ōtomari la Subprefectura de Toyohara (豐原支廳), a la Prefectura de Karafuto, la prefectura japonesa més septentrional.
Encara hi ha tensions entre el Japó i Rússia per l'illa, especialment en vista del nou boom del petroli i el gas a la zona. Avui les coses estan millorant per a Iujno-Sakhalínsk; ExxonMobil i Shell han estat invertint fortament en l'àrea, tot i que la major part d'això ha estat a la meitat del nord de Sakhalín. Les demandes per recursos naturals dels japonesos, xinesos i sud-coreans estan donant a l'illa una oportunitat per a una prosperitat contínua.

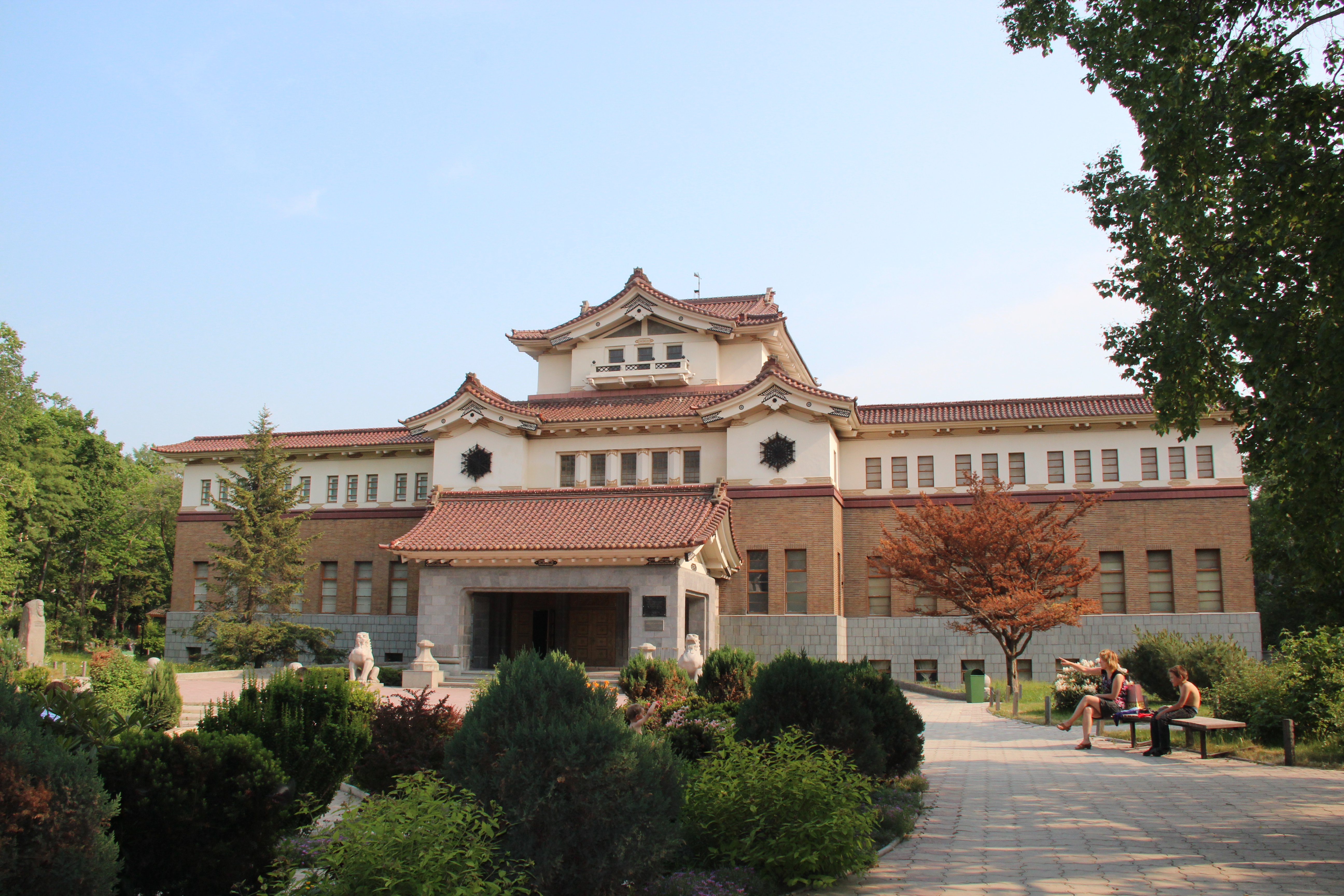
Museu Iujno-Sakhalinsk el 2012

Un dels pocs edificis japonesos que romanen a la ciutat és també un dels més impressionants. Actualment és un museu estatal (en rus: Сахалинский государственный областной краеведческий музей).

## Geografia i clima
La ciutat està a la riba del riu Susuia. És la ciutat més gran de l'illa, i l'única amb més de 100.000 habitants.	
Hi ha restriccions oficials per als visitants per visitar aquesta ciutat i altres parts de Sakhalín.
El seu clima és continental humit, dins la Classificació de Köppen Dfb.
| Dades climàtiques a Yuzhno-Sakhalinsk | Dades climàtiques a Yuzhno-Sakhalinsk | Dades climàtiques a Yuzhno-Sakhalinsk | Dades climàtiques a Yuzhno-Sakhalinsk | Dades climàtiques a Yuzhno-Sakhalinsk | Dades climàtiques a Yuzhno-Sakhalinsk | Dades climàtiques a Yuzhno-Sakhalinsk | Dades climàtiques a Yuzhno-Sakhalinsk | Dades climàtiques a Yuzhno-Sakhalinsk | Dades climàtiques a Yuzhno-Sakhalinsk | Dades climàtiques a Yuzhno-Sakhalinsk | Dades climàtiques a Yuzhno-Sakhalinsk | Dades climàtiques a Yuzhno-Sakhalinsk | Dades climàtiques a Yuzhno-Sakhalinsk |
| Mes                                   | gen                                   | febr                                  | març                                  | abr                                   | maig                                  | juny                                  | jul                                   | ag                                    | set                                   | oct                                   | nov                                   | des                                   | anual                                 |
| ------------------------------------- | ------------------------------------- | ------------------------------------- | ------------------------------------- | ------------------------------------- | ------------------------------------- | ------------------------------------- | ------------------------------------- | ------------------------------------- | ------------------------------------- | ------------------------------------- | ------------------------------------- | ------------------------------------- | ------------------------------------- |
| Màxima rècord °C (°F)                 | 4.3 (39.7)                            | 6.4 (43.5)                            | 12.5 (54.5)                           | 22.9 (73.2)                           | 28.5 (83.3)                           | 30.8 (87.4)                           | 34.4 (93.9)                           | 34.7 (94.5)                           | 29.0 (84.2)                           | 23.5 (74.3)                           | 18.1 (64.6)                           | 8.4 (47.1)                            | 34.7 (94.5)                           |
| Màxima mitjana °C (°F)                | −6.7 (19.9)                           | −5.3 (22.5)                           | −0.3 (31.5)                           | 6.9 (44.4)                            | 13.4 (56.1)                           | 17.7 (63.9)                           | 20.8 (69.4)                           | 22.4 (72.3)                           | 19.0 (66.2)                           | 12.3 (54.1)                           | 3.2 (37.8)                            | −3.7 (25.3)                           | 8.3 (46.9)                            |
| Mitjana diària °C (°F)                | −12.2 (10)                            | −11.7 (10.9)                          | −5.6 (21.9)                           | 1.7 (35.1)                            | 7.2 (45)                              | 11.7 (53.1)                           | 15.5 (59.9)                           | 17.3 (63.1)                           | 13.2 (55.8)                           | 6.5 (43.7)                            | −1.5 (29.3)                           | −8.6 (16.5)                           | 2.8 (37)                              |
| Mínima mitjana °C (°F)                | −17.3 (0.9)                           | −17.6 (0.3)                           | −10.8 (12.6)                          | −2.4 (27.7)                           | 2.5 (36.5)                            | 7.4 (45.3)                            | 12.0 (53.6)                           | 13.6 (56.5)                           | 8.4 (47.1)                            | 1.7 (35.1)                            | −5.6 (21.9)                           | −13.3 (8.1)                           | −1.8 (28.8)                           |
| Mínima rècord °C (°F)                 | −36.2 (−33.2)                         | −34.8 (−30.6)                         | −30.5 (−22.9)                         | −25.2 (−13.4)                         | −6.2 (20.8)                           | −2.1 (28.2)                           | 1.3 (34.3)                            | 3.6 (38.5)                            | −4.2 (24.4)                           | −11.8 (10.8)                          | −25.7 (−14.3)                         | −33.5 (−28.3)                         | −36.2 (−33.2)                         |
| Precipitació mitjana mm (polzades)    | 50 (1.97)                             | 35 (1.38)                             | 49 (1.93)                             | 59 (2.32)                             | 66 (2.6)                              | 51 (2.01)                             | 82 (3.23)                             | 111 (4.37)                            | 115 (4.53)                            | 101 (3.98)                            | 81 (3.19)                             | 64 (2.52)                             | 864 (34.02)                           |
| Mitjana de dies de pluja              | 0.3                                   | 0.4                                   | 2                                     | 10                                    | 17                                    | 17                                    | 20                                    | 19                                    | 19                                    | 19                                    | 9                                     | 2                                     | 135                                   |
| Mitjana de dies de neu                | 25                                    | 24                                    | 24                                    | 13                                    | 3                                     | 0.1                                   | 0                                     | 0                                     | 0                                     | 4                                     | 20                                    | 27                                    | 140                                   |
| Humitat relativa mitjana (%)          | 83                                    | 81                                    | 78                                    | 76                                    | 77                                    | 83                                    | 86                                    | 87                                    | 83                                    | 80                                    | 81                                    | 83                                    | 82                                    |
| Mitjana mensual d'hores de sol        | 129                                   | 153                                   | 181                                   | 191                                   | 197                                   | 198                                   | 165                                   | 149                                   | 187                                   | 160                                   | 116                                   | 102                                   | 1.928                                 |
| Font #1: Pogoda.ru.net                |                                       |                                       |                                       |                                       |                                       |                                       |                                       |                                       |                                       |                                       |                                       |                                       |                                       |
| Font #2: NOAA (sun 1961–1990)         |                                       |                                       |                                       |                                       |                                       |                                       |                                       |                                       |                                       |                                       |                                       |                                       |                                       |